# Marino Grimani (cardinal)
Pour les articles homonymes, voir Grimani.
Marino Grimani (né en 1488 / 1489 à Venise, alors dans la république de Venise, et mort le 28 septembre 1546 à Orvieto) est un cardinal italien du début du XVIe siècle. Il est le neveu du cardinal Domenico Grimani (1493) et un parent du cardinal Vincenzo Grimani (1697).

## Biographie
Marino Grimani est clerc de Venise. Il est nommé évêque de Ceneda en 1508 et promu patriarche d'Aquilée en 1517.
Le pape Clément VII le crée cardinal lors du consistoire du 3 mai 1527. Le cardinal Grimani est nommé administrateur apostolique du diocèse de Città di Castello et de Saint-Pons-de-Thomières en 1534.
En 1535 il est nommé légat apostolique à Pérouse en Ombrie. En 1543 il devient vice-doyen du Collège des cardinaux. Il est légat en Gaule cispadane, à Parme et à Plaisance à partir de 1544 et patriarche latin de Constantinople à partir de 1545. En 1542, il obtient le droit de construire la façade, avec son frère Vittore, de l'église San Francesco della Vigna.
Le cardinal Grimani participe au conclave de 1534 (élection de Paul III).